# Gorajka
Gorajka (Gorajec) – rzeka, prawostronny dopływ Poru o długości 23,04 km.
Źródła rzeki znajdują się w rejonie podmokłym zwanym „Bagno Tałandy” nieopodal miejscowości Panasówka (gm. Tereszpol), uchodzi do Poru w miejscowości Zakłodzie. Dolina rzeki stanowi główną oś Szczebrzeszyńskiego Parku Krajobrazowego. W okolicach Latyczyna rzeka przyjmuje lewoboczny dopływ o nieustalonej nazwie.
Miejscowości nad Gorajką: Trzęsiny, Czarnystok, Gorajec-Zastawie, Gorajec-Stara Wieś, Gorajec-Zagroble, Zaburze, Latyczyn, Mokrelipie, Zakłodzie.